# Nurzec mały
Nurzec mały (Pelecanoides georgicus) – gatunek ptaka z rodziny burzykowatych (Procellariidae), zamieszkujący subantarktyczne wyspy i okoliczne wody oceanów półkuli południowej. Lata nisko nad falami, furkocząc skrzydłami. Do gniazda przylatuje nocą.
WyglądKrótkie skrzydła. Dziób czarny, nogi niebieskie, z czarnymi błonami. Ciemna głowa i białe gardło. Wierzch ciała czarny, z charakterystycznymi szarawobiałymi barkówkami. Wierzch skrzydeł czarny, z brązowym odcieniem na lotkach I rzędu. Końce lotek II rzędu białe. Spód ciała biały, bardziej szary na bokach piersi i brzucha. Spód skrzydeł białawy, podbarkówki i lotki ciemniejsze.
RozmiaryDługość ciała 18–21 cm; rozpiętość skrzydeł 30–33 cm; masa ciała 90–150 g.
Zasięg, środowiskoGniazduje na subantarktycznych wyspach. Przypuszczalnie osiadły.
PodgatunkiWyróżnia się dwa podgatunki P. georgicus:
- P. g. georgicus Murphy & Harper, 1916 – nurzec mały – wyspy subantarktyczne
- P. g. whenuahouensis Fischer et al., 2018 – nurzec epoletowy – Wyspa Codfish (Nowa Zelandia). Takson ten został oryginalnie opisany jako nowy gatunek[6].

StatusIUCN od 2019 roku uznaje oba podgatunki za osobne gatunki i klasyfikuje je następująco:
- nurzec mały – gatunek najmniejszej troski (LC, Least Concern); w 2004 roku liczebność światowej populacji szacowano na 15 milionów osobników, w tym 6 milionów par lęgowych; trend liczebności populacji uznawany jest za spadkowy, głównie ze względu na drapieżnictwo gatunków inwazyjnych[2].
- nurzec epoletowy – gatunek krytycznie zagrożony (CR, Critically Endangered); w 2018 roku liczebność szacowana na około 200 dorosłych osobników; trend liczebności uznawany za wzrostowy dzięki działaniom ochronnym[7].